# 정재환 (뮤지컬 배우)
정재환(1991년 9월 22일 ~ )은 대한민국의 뮤지컬 배우다. 2013년 군인뮤지컬 <프라미스>로 데뷔했다.

## 방송
- 더블 캐스팅 (2020) - Top44

## 영화
- 버블게임 (2019)